# Sejm zwyczajny 1627
Sejm 1627 – sejm zwyczajny I Rzeczypospolitej został zwołany 12 lipca 1627 roku do Warszawy.
Sejmiki przedsejmowe w województwach odbyły się 31 sierpnia 1627 roku, a sejmik główny małopolski w Korczynie odbył się 22 września 1627 roku. 
Marszałkiem sejmu obrano Aleksandra Chaleckiego, marszałka lidzkiego. Obrady sejmu trwały od 12 października do 24 listopada 1627 roku.